# New Providence (New Jersey)
New Providence – miejscowość  w hrabstwie Union w stanie New Jersey w USA. Według danych z 2010 roku New Providence zamieszkiwało ponad 12 tys. osób.